# Luís Pereira da Nóbrega de Sousa Coutinho
Pour les articles homonymes, voir Nobrega.
Luís Pereira da Nóbrega de Sousa Coutinho (né à Angra dos Reis, c. 1760 - décédé à Rio de Janeiro Rio de Janeiro, 21 décembre 1826) est un militaire et homme politique brésilien.
Il rentre très jeune dans l'armée, se consacrant à la carrière des armes, gravissant les échelons jusqu'à atteindre le grade de capitaine du 3e régiment d'infanterie de la Cour, par décret du 17 décembre 1806. À partir du 13 mai 1811, il est élevé au grade de lieutenant-colonel. Le 17 décembre 1815, il reçoit le grade de colonel, seule l'élévation à ce poste fut effectuée par lettre du 22 janvier 1820, pour bons services rendus. Le 13 mars 1821, il obtient le grade de brigadier et le 13 mai, il est nommé au poste de général adjoint de l'armée.
Il est ministre de la Guerre du 27 juin au 28 octobre 1822.
Il est élu député par la province de Rio de Janeiro pour la 1ère législature de l'Assemblée législative générale de l'empire du Brésil (1826 à 1829). Il prend ses fonctions le 1er mai 1826. Et il est élu premier président de la Chambre des députés du Brésil, poste qu'il occupe du 8 mai au 21 décembre 1826, date de sa mort.
Il meurt au grade de lieutenant général. Il était alors marié et laisse deux filles. Son corps est enterré au couvent de Santo Antônio, à Rio de Janeiro.